# Mundelein
Le village de Mundelein est situé dans le comté de Lake, dans l’État de l’Illinois, aux États-Unis. Sa population s’élevait à 31 064 habitants lors du recensement de 2010. Mundelein fait partie du nord de l’agglomération de Chicago.

## Source
- (en) Cet article est partiellement ou en totalité issu de l’article de Wikipédia en anglais intitulé « Mundelein, Illinois » (voir la liste des auteurs).